# グレナディーン教区
グレナディーン教区（Grenadines Parish）は、セントビンセント・グレナディーンの行政教区。英語の発音に準拠したグレナディーンズ教区、または意訳したグレナディーン諸島教区とも呼ばれる。その名が示す通りグレナディーン諸島のうち、同国に属する島嶼によって構成される。ただし同諸島に区分されるヤング島は、セント・ジョージ教区に属している。
面積は42.7平方キロメートル、人口は約1万人。国勢調査区域は北部グレナディーン諸島（Northern Grenadines）と南部グレナディーン諸島（Southern Grenadines）が該当する。

## 構成する島

グレナディーン諸島の地図

有人島、私有地、無人島等を問わず、主要な島を列挙する。
北部グレナディーン諸島
範囲はベキア島からサヴァン岩まで。面積は23.3平方キロメートル、人口は6,209人（2017年推計）。
- ベキア島（Bequia、北緯13度0分46秒 西経61度13分41秒 / 北緯13.01278度 西経61.22806度）
- カトル島（英語版）（Quatre、正式名称はIsle à Quatre）
- プティ・ネイビス島（英語版）（Petit Nevis）
- ピジョン島（英語版）（Pigeon Island）
- バトウィア島（英語版）（Battowia）
- バリソー島（英語版）（Baliceaux）
- オール・アワッシュ島（ドイツ語版）（All Awash Island）
- ピロリー諸島（ドイツ語版）（The Pillories、Les Piloris）
- マスティク島（Mustique）
- ラビット島（ドイツ語版）（Rabbit Island）
- プティ島（ドイツ語版）（Petit Cay）
- プティ・マスティク島（英語版）（Petite Mustique）
- サヴァン島（英語版）（Savan）
- サヴァン岩（Savan Rock、北緯12度47分52秒 西経61度13分0秒 / 北緯12.79778度 西経61.21667度）

南部グレナディーン諸島
範囲はプティ・カノーアン島からプティ・セントビンセント島まで。面積は19.4平方キロメートル、人口は4,066人（2017年推計）。
- プティ・カノーアン島（英語版）（Petiti Canouan、北緯12度47分32秒 西経61度16分45秒 / 北緯12.79222度 西経61.27917度）
- カノーアン島（Canouan）
- L’Islot
- カトリック島（ドイツ語版）（Catholic Island）
- メイルー島（Mayreau）
- トバゴ諸島（Tobago Cays）
- ユニオン島（Union Island）
- パーム島（英語版）（Palm Island）
- プティ・セントビンセント島（Petit Saint Vincent、北緯12度32分15秒 西経61度23分2秒 / 北緯12.53750度 西経61.38389度）

プティ・セントビンセント島が国内の最南端となり、以南はグレナダのカリアクおよびプティト・マルティニーク属領となる。

## 都市
すべての集落の一覧。
- アシュトン（英語版）（Ashton、ユニオン島）
- Bednoe（カトル島）
- チャールズタウン（Charlestown、カノーアン島）
- チェルトナム（ドイツ語版）（Cheltenham、マスティク島）
- クリフトン（英語版）（Clifton、ユニオン島）
- デリック（英語版）（Derrick、ベキア島）
- ドーバーズ（ドイツ語版）（Dovers、マスティク島）
- フレンドシップ（ドイツ語版）（Friendship、ベキア島）
- ラヴェル・ヴィレッジ（英語版）（Lovell Village、マスティク島）
- オールド・ウォール（ドイツ語版）（Old Wall、メイルー島）
- パジェット・ファーム（ドイツ語版）（Paget Farm、ベキア島）
- ポート・エリザベス（Port Elizabeth、ベキア島）

## 交通
主要な島と首都キングスタウン（セントビンセント島）を結ぶ航路あり。
空港
- J・F・ミッチェル空港（英語版）（ベキア空港とも、ベキア島）
- カノーアン空港（英語版）（カノーアン島）
- マスティク空港（英語版）（マスティク島）
- ユニオン島空港（英語版）（ユニオン島）
- パーム空港（パーム島、廃止）